# Directeurswoning van Berg en Bosch
De directeurswoning van sanatorium Berg en Bosch is een rijksmonument aan de Professor Bronkhorstlaan 12 in Bilthoven.
De voormalige woning van professor Willem Bronkhorst is gebouwd in de Delftse schoolstijl. De villa telt twee bouwlagen onder een met riet gedekt zadeldak. De gevels zijn opgetrokken uit gele sintelsteen. De vensters hebben stalen kozijnen en bestaan voornamelijk uit vierlichtsramen met bovenlicht.
Boven de ingangspartij is een klein hoogreliëf van Albert Termote bevestigd, voorstellende een gekroonde Maria met het kind Jezus en twee engelen. De tekst in het reliëf meldt: Zoete Lieve Vrouwe van den Bosch. In de tweede bouwlaag is een loggia. 
Het dakschild heeft een getoogd vleermuisvenster. De in blauw-geglazuurde steen uitgevoerde haardpartij in de achterkamer heeft een zandstenen reliëf van Sint Joris die de draak doodt.